# Giorgi Nemsadze
Pas d'image ? Cliquez ici

a Compétitions nationales et continentales officielles uniquement.

b Matchs officiels uniquement.
Dernière mise à jour le 26 mai 2020.
Giorgi Nemsadze (en géorgien : გიორგი ნემსაძე et phonétiquement en français : Guiorgui Nemsadzé), né le 26 septembre 1984 à Koutaïssi, est un joueur de rugby à XV géorgien. Il joue en équipe de Géorgie et évolue au poste de deuxième ligne, troisième ligne centre ou de troisième ligne aile au sein de l'effectif des Ospreys depuis 2018.

## Biographie

### En club
Il quitte le club de Massy en 2010 pour rejoindre Montauban. À la fin de la saison, il s'engage avec l'Avenir valencien.

### En équipe nationale
Il connaît sa première cape internationale le 12 novembre 2005 à l’occasion d’un match contre l'équipe du Chili. Il fait partie de l'effectif retenu par Richie Dixon pour disputer la coupe du monde 2011 en Nouvelle-Zélande. 

## Statistiques en équipe nationale
- 84 sélections avec la Géorgie depuis 2005
- 65 points (13 essais)
- sélections par année : 1 en 2005, 1 en 2006, 6 en 2008, 4 en 2009, 5 en 2010, 3 en 2011, 4 en 2012, 6 en 2013, 11 en 2014, 10 en 2015, 11 en 2016, 11 en 2017, 8 en 2018
- En coupe du monde :
  - 2011 : 1 (Argentine)
  - 2015 : 3 (Tonga, Argentine, Namibie)